# Sixto Vizuete
Sixto Rafael Vizuete (Guaytacama, Cotopaxi, Ecuador, 13 de enero de 1961) es un entrenador de fútbol ecuatoriano.

## Biografía
Sixto Vizuete nació en la parroquia de Guaytacama, cantón Latacunga,  en la provincia de Cotopaxi, Ecuador. Durante su niñez fue inscrito en la escuela Santa Marianita de Guaytacama, y sus estudios de secundaria los realizó en el colegio Vicente León,. Después de concluir su educación en el año 1980, fue admitido en la facultad de educación física de la Universidad Central, ubicada en la ciudad de Quito. En el año 1986, Vizuete se graduó de esta institución universitaria con un título en la carrera de deportes.

## Carrera como entrenador
Sixto Vizuete empieza su carrera como técnico dirigiendo equipos amateur, de la Segunda Categoría y divisiones formativas de clubes profesionales del fútbol ecuatoriano. En 2007 se convierte en el primer director técnico de fútbol ecuatoriano en ganar un título con una selección de Ecuador (sub-20): la medalla de oro de los Juegos Panamericanos de Río de Janeiro. Consiguió nuevamente otro campeonato con una selección sub-20, al guiar a la Selección Ecuatoriana a ganar -invicto- la XXVII edición del Torneo Internacional de Fútbol Sub-20 de l'Alcúdia, el 20 de agosto de 2010.
Luego de la renuncia de Luis Fernando Suárez, el 18 de noviembre de 2007 asumió la dirección técnica de la Selección de fútbol de Ecuador de Mayores para las Eliminatorias al Mundial 2010.
En su primer partido como técnico interino ganó al combinado peruano 5-1 y después de ser elegido por la Federación Ecuatoriana ganó el amistoso 3-1 a Haití. Bajo su mando la selección ecuatoriana cumplió una campaña aceptable en la eliminatorias, con importantes puntos obtenidos en calidad de visitante (victorias ante Perú y Bolivia, e históricos empates ante Argentina y Uruguay); aunque los puntos claves que perdió como local (empates con Brasil y Paraguay y la derrota ante Uruguay), añadiéndolos al pésimo inicio de la Eliminatoria (con la dirección de Luis Suárez) con ningún punto alcanzado (y 11 goles en contra y apenas uno a favor), hicieron que el Ecuador quede eliminado del Mundial de Sudáfrica, apenas un punto por debajo de la selección de Uruguay, que alcanzó el repechaje.
Vizuete fue técnico de la selección Ecuatoriana de Fútbol hasta agosto de 2010 cuando la Federación Ecuatoriana de Fútbol designa al técnico colombiano Reinaldo Rueda como su reemplazo. En enero de 2011 asume nuevamente la dirección técnica de la selección ecuatoriana de fútbol sub-20 para competir en el Campeonato Sudamericano Sub-20 de Perú clasificatorio para la Copa Mundial Sub-20 de la FIFA Colombia 2011. En dicha competición, logró la clasificación del combinado Ecuatoriano, sumando así un nuevo éxito como director técnico.
En 2012 se hace cargo del Club Deportivo El Nacional, después de la renuncia del uruguayo Mario Saralegui. El equipo 'criollo' representa la primera experiencia dirigiendo a un equipo profesional de mayores. Su debut al mando del El Nacional fue en la victoria de 2 a 1 en un partido contra Emelec el 22 de abril de 2012.

## Clubes
| Club                           | País    | Año         |
| ------------------------------ | ------- | ----------- |
| Selección Ecuatoriana sub-20   | Ecuador | 2007        |
| Selección de fútbol de Ecuador | Ecuador | 2007 - 2010 |
| Selección Ecuatoriana sub-20   | Ecuador | 2010 - 2011 |
| El Nacional                    | Ecuador | 2012        |
| Imbabura S.C.                  | Ecuador | 2013        |
| Selección Ecuatoriana sub-20   | Ecuador | 2014 - 2015 |
| Selección de fútbol de Ecuador | Ecuador | 2014 - 2015 |
| Mushuc Runa Sporting Club      | Ecuador | 2015        |
| Imbabura S.C.                  | Ecuador | 2016        |
| Deportivo Quito                | Ecuador | 2016        |
| Selección Boliviana Sub-20     | Bolivia | 2018 - 2019 |
| Aampetra                       | Ecuador | 2020 - 2021 |
| Club Deportivo Patron Mejia    | Ecuador | 2024        |

## Selección nacional
Sixto Vizuete fue director Técnico de la Selección Ecuatoriana de Fútbol de Mayores y Selección Ecuatoriana de Fútbol Sub-20. 

### Eliminatorias Mundialistas
| Mundial                                                             | Sede      | Año  |
| ------------------------------------------------------------------- | --------- | ---- |
| Clasificación de Conmebol para la Copa Mundial de Fútbol de la FIFA | Sudáfrica | 2010 |
| Clasificación de Conmebol para la Copa Mundial Sub-20 de la FIFA *  | Colombia  | 2011 |

* logró la clasificación

## Palmarés

### Copas internacionales
| Título                                      | Equipo                   | País   | Año  |
| ------------------------------------------- | ------------------------ | ------ | ---- |
| Juegos Panamericanos                        | Selección Ecuador        | Brasil | 2007 |
| Torneo Internacional de Fútbol de l'Alcúdia | Selección Ecuador Sub-20 | España | 2010 |

### Logros Alcanzados
- Vicecampeón Como Preparador Físico Del Club Espoli Categoría Sub. 18 Torneo Afna 1997,
- Vicecampeón Como Director Técnico Del Club Espoli Categoría Sub. 14 Torneo Afna 1997
- Vicecampeón como Director Técnico Del Club Deportivo Espoli Categoría Sub. 15 Torneo Nike Grupo de Pichincha febrero de 1998
- Vicecampeón comoo Director Técnico Del Club Deportivo Espoli Categoría Sub. 20 Campeonato Nacional 2002
- Campeón Como Director Técnico Torneo Apertura Primera- B Campeonato Nacional Sub. 20 Año 2005
- Vicecampeón Como Director Técnico Campeonato Nacional Primera B Categoría Sub. 19 Año 2006
- Campeón Panamericano – Medalla De Oro – Río de Janeiro, Selección De Ecuador Sub. 18 Año 2007.
- Campeón XXVII edición del Torneo Internacional de Fútbol Sub-20 de l'Alcúdia, selección del Ecuador. Año 2010.
- Clasificación al Mundial Sub-20 Colombia 2011.

## Obras Realizadas
- Teoría Y Metodología Del Entrenamiento Universidad Central del Ecuador 1999
- Entrenamiento Técnico De Base - Universidad Central del Ecuador